# Fedosei Ciumacenco
Fedosei Ciumacenco (n. 27 ianuarie 1973, Tighina, RSS Moldovenească, URSS) este un fost atlet din Republica Moldova, specializat în probele de marș.

## Carieră
Sportivul a participat de patru ori la Jocurile Olimpice, la Jocurile Olimpice din 1996, 2000, 2004 și 2008. Cel mai bun rezultat a fost locul 34 la Olimpiada din 2004 de la Atena la 20 km marș. De trei ori a reprezentat Republica Moldova la Campionatele Mondiale și la Campionatul European din 1998 de la Budapesta a obținut locul 19. El deține recordul național la 50 km marș, stabilit în 2008 cu timpul de 4:01:38.

## Realizări
| An   | Competiție             | Locație                | Loc | Eveniment | Note    |
| ---- | ---------------------- | ---------------------- | --- | --------- | ------- |
| 1996 | Jocurile Olimpice      | Atlanta, Statele Unite | 41  | 20 km     | 1:27:57 |
| 1996 | Jocurile Olimpice      | Atlanta, Statele Unite | –   | 50 km     | NS      |
| 1997 | Campionatul Mondial    | Atena, Grecia          | 29  | 20 km     | 1:28:51 |
| 1998 | Campionatul European   | Budapesta, Ungaria     | 19  | 20 km     | 1:27:56 |
| 1999 | Campionatul Mondial    | Sevilla, Spania        | 22  | 20 km     | 1:32:08 |
| 2000 | Jocurile Olimpice      | Sydney, Australia      | –   | 50 km     | DS      |
| 2001 | Cupa Europeană de Marș | Dudince, Slovacia      | 43  | 20 km     | 1:29:09 |
| 2003 | Campionatul Mondial    | Paris, Franța          | 25  | 20 km     | 1:27:27 |
| 2004 | Jocurile Olimpice      | Atena, Grecia          | 34  | 20 km     | 1:29:06 |
| 2008 | Jocurile Olimpice      | Beijing, China         | 47  | 20 km     | 1:31:37 |
| 2012 | Cupa Mondială de Marș  | Saransk, Rusia         | –   | 20 km     | NT      |

## Recorduri personale
| Probă      | Performanță | Dată               | Locație         |
| ---------- | ----------- | ------------------ | --------------- |
| 10 km marș | 40:14       | 5 octombrie 2003   | Ivano-Frankivsk |
| 20 km marș | 1:23:46     | 23 februarie 2008  | Adler           |
| 50 km marș | 4:01:38 RN  | 24 septembrie 1999 | Kiev            |

## Legături externe
- en Fedosei Ciumacenco la World Athletics
- en Fedosei Ciumacenco la Olympedia.org